# Zemský okres Merzig-Wadern
Zemský okres Merzig-Wadern (německy Landkreis Merzig-Wadern) je zemský okres v německé spolkové zemi Sársko. Sídlem správy zemského okresu je město Merzig. Má přibližně 103 tisíc obyvatel. 

## Města a obce
| Města: 1. Merzig 2. Wadern | Obce: 1. Beckingen 2. Losheim am See 3. Mettlach 4. Perl 5. Weiskirchen |